# Paulo Obradović
Paulo Obradović (ur. 9 marca 1986) – chorwacki piłkarz wodny. Złoty medalista olimpijski z Londynu.
Zawody w 2012 były jego pierwszymi igrzyskami olimpijskimi. Chorwaci triumfowali, w finale pokonując Włochów.